# Leopoldine Cathrine Rosenkrantz
Leopoldine Cathrine Rosenkrantz, gift Lente-Adeler (født 25. marts 1710 på Roseneje, død 27. april 1768 på Lykkesholm Slot) var en dansk hofdame og dame de l'union parfaite, søster til Anne Beate Rosenkrantz.
Hun var datter af Jørgen Rosenkrantz og Marie Elisabeth de Roklenge. Hun ægtede 7. juni 1727 i Christiansborg Slotskirke amtmand Theodor Lente-Adeler.